# Nefise Akçelik
 Nefise Akçelik (1955 in Muratlı, Tekirdağ – 5. Oktober 2003) war eine türkische Bauingenieurin. 

## Leben
Akçelik besuchte das Mädchengymnasium Erenköy Kız Lisesi in Istanbul. Anschließend studierte sie Bauingenieurwesen an der Karadeniz Teknik Üniversitesi in Trabzon. Bei der Einschreibung war sie 16 Jahre alt. Akçelik war dort die einzige Frau. Das Studium schloss sie 1976 mit dem Bachelor ab. Im Jahr 1978 heiratete sie Ethem Akçelik, das Paar hatte zwei Kinder. Im Jahr 1989 schloss sie den Masterstudiengang an der Gazi Üniversitesi in Ankara ab.
Akçelik arbeitete ab dem Jahr 1978 bei der türkischen Straßenbaubehörde im Fachbereich für Planung und Bau von Straßentunneln. Im Verlauf der Zeit stieg sie in der Behörde zur Abteilungsleiterin auf. Sie arbeitete insgesamt an 200 Tunnelprojekten mit, verfasste Machbarkeitsstudien und entwarf und kontrollierte beispielsweise den Bau von zwei Tunneln auf der Strecke von Isparta nach Antalya, die über den Taurus führen. Des Weiteren verfasste sie zwei Bücher über den Tunnelbau. Akçelik war ferner mitverantwortlich für die Formulierung der Bauvorschriften für Tunnel in der Türkei. Einer der Tunnel, die sie erbaute, erhielt nach ihrem Tod ihren Namen, der „Nefise Akçelik Tüneli“.
Akçelik war nach Aussage ihres Ehemanns eine Sozialistin, Antikapitalistin, Antimilitaristin und Internationalistin. Sie verstarb am 5. Oktober 2003 an den Folgen einer Krebserkrankung.

## Weblink
- Türkiye'nin en uzun tüneli BBG evi gibi (Tageszeitung Milliyet vom 6. Dezember 2011, türkisch)

| Personendaten    | Personendaten            |
| ---------------- | ------------------------ |
| NAME             | Akçelik, Nefise          |
| KURZBESCHREIBUNG | türkische Bauingenieurin |
| GEBURTSDATUM     | 1955                     |
| GEBURTSORT       | Muratlı, Tekirdağ        |
| STERBEDATUM      | 5. Oktober 2003          |